# Northern Lights Astana
Northern Lights Astana es un complejo de oficinas mixta y edificio residencial en Astaná, Kazajistán. El complejo tiene 3 torres de 32, 34 y 42 plantas y alcanzan una altura estructural de 170 m. Las tres torres están conectados por un estilóbato de dos pisos en donde se encuentran el estacionamiento y las instalaciones de infraestructura.